# John Talabot
John Talabot – hiszpański DJ i producent muzyczny z Barcelony, wykonujący muzykę house. Swoją karierę zaczął w 2009 roku remiksując i nagrywając własne utwory (m.in. „Sunshine”). Popularność zdobył albumem Fin z 2012, który otrzymał 5/5 gwiazdek w The Guardian.

## Dyskografia

### Single
- My Old School (2009)
- Mathilda's Dream (2010)
- Sunshine (2010)
- Families (2011)

### Albumy
- Fin (2012)